# Manólis Andrónikos
Manólis Andrónikos (en grec moderne : Μανόλης Ανδρόνικος) est un archéologue grec, né à Bursa dans l'actuelle Turquie le 23 octobre 1919 et mort le 30 mars 1992 à Thessalonique en Grèce.
Il est principalement connu pour avoir découvert la Tombe de Philippe II de Macédoine à Vergína.

## Biographie
Originaire de Turquie, sa famille dut s'installer en Grèce à la suite du traité de Lausanne et choisit Thessalonique. Il étudia à l'université d'Athènes et devint professeur d'archéologie classique de l'Université Aristote de Thessalonique en 1952. Il poursuivit ses études à l'université d'Oxford sous la direction de John Beazley en 1954-1955. De retour à l'université de Thessalonique en 1957, il y devint professeur d'archéologie en 1964 et ce jusqu'à sa retraite en 1983.

## Travaux

### Fouilles

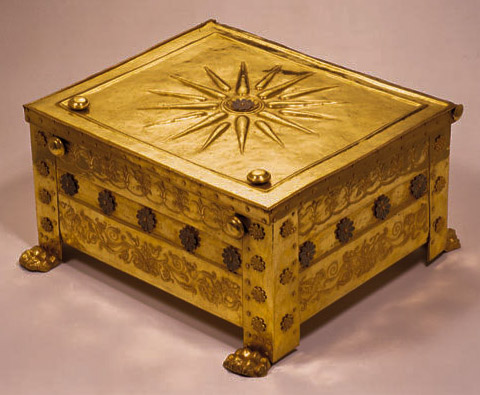
Le larnax découvert en 1977

Il conduisit des fouilles archéologiques dans les régions de Véria, Náoussa, Kilkís, Chalcidique et Thessalonique, mais sa découverte principale a été effectuée à Vergína, district régional d'Imathie le 8 novembre 1977, lorsqu'il découvrit ce qu'il identifia comme la tombe de Philippe II de Macédoine. La tombe était inviolée et livra des découvertes somptueuses, ainsi un larnax d'or.
L'identification de la tombe comme celle du père d'Alexandre le Grand ne fait cependant pas l'unanimité.

### Publications
- (el) Το Χρονικό της Βεργίνας, 1997
- (en) Vergina II : the Tomb of Persephone, 1994 Présentation de l'ouvrage dans Dialogues d'histoire ancienne
- La Macedoine : de Philippe II à la conquête romaine, ouvrage collectif Rene Ginouves, Iannis Akamatis, Μανόλης Ανδρόνικος, Aikaterini Despinis [et al.], 1993
- L'Acropole, monuments et musée, 1985
- (en) Vergina : The Royal Tombs and the Ancient City, 1984
- (en) The finds from the royal tombs at Vergina, 1981
- Musée de Thessalonique, nouveau guide des collections, 1981
- Musée national, 1980
- Olympie, 1980
- Musée D'Herakleion - Et sites archéologiques de la Crète - Les Musées Grecs, 1979
- (en) The royal graves at Vergina, 1978
- Delphes, 1976
- Les Merveilles des musées grecs, 1975
- Musée de Pella, 1975
- (el) Βεργίνα Ι : το νεκροταφείον των τύμβων, 1969
- (en) Vergina : the prehistoric necropolis and the Hellenistic palace, 1964
- (el) Ο Πλάτων και η τέχνη : οι πλατωνικές απόψεις για το ωραίο και τις εικαστικές τέχνες, 1952

## Honneurs
En 2019, la Grèce émet une monnaie commémorative de 2 euros en l'honneur du centenaire de sa naissance.

Monnaie commémorative de 2 euros, 2019.